# Giacomo Zanussi
Giacomo Zanussi, italijanski general, * 1894, † 1966.